# Czarny lobbing
Czarny lobbing – pojęcie stosowane w sposób nieścisły, rozumiane jako przeciwieństwo klasycznego lobbingu.  
Zgodnie z prawem określenie „lobbing” dotyczy działań podejmowanych w sposób jawny i legalny przez zarejestrowanego lobbystę działającego za wynagrodzeniem i w interesie osoby trzeciej (zleceniodawcy lobbingu), w celu wywarcia korzystnego dla zleceniodawcy wpływu na prawotwórstwo lub decyzje organów państwowych, względnie samorządowych i innych. Czarny lobbing to zespół działań, których celem jest wywarcie wpływu jak powyżej, prowadzonych metodami niejawnymi lub nieoficjalnymi, np. poprzez przedstawianie fałszywych raportów i sfałszowanych analiz, często w oparciu o markę organizacji lub instytucji na pozór niezależnych.

## Przykład
Przykładem czarnego lobbingu jest raport dotyczący zagrożeń inwestycyjnych w Polsce, opracowany w kwietniu 2011 roku przez amerykańską organizację Council for European Investment Security (CEIS). Jej autor, Robert J. Shapiro jako jedyny przykład podawał spór prawny, toczący się pomiędzy Telekomunikacją Polską, a duńską firmą DPTG. W dokumencie CEIS TPSA oraz Polskę przedstawiono w sposób zafałszowany, przy jednoczesnym faworyzowaniu duńskiej spółki DPTG. Domniemanym celem raportu było wymuszenie na TPSA uregulowania znaczącej płatności względem DPTG, zanim zapadnie w tej sprawie prawomocny, potencjalnie niekorzystny dla duńskiej firmy wyrok sądu. Przyczyną takie oceny było m.in. podejrzenie o finansowanie działalności CEIS przez DPTG.